# بانک ایالتی تراوانکور
بانک ایالتی تراوانکور (انگلیسی: State Bank of Travancore) شرکت خدمات مالی و بانکداری هندی است، که در  ۱۹۴۵ توسط چیتیرا تیرونال بالاراما وارما تأسیس شد.